# マクログラフ
マクログラフ（英:macrograph） またはフォトマクログラフ（英:photomacrograph）とは、顕微鏡で撮影された顕微鏡写真とは対照的に、肉眼で見えるスケールで撮影された画像のことである。
より正確には、倍率10倍以下の画像と定義されることもある。

## 材料工学
低倍率の実体顕微鏡で撮影した材料の三次元画像を指すことが多い。この画像は、材料工学、特に金属の応力破壊の研究に用いられている。この方法は、鋼の微細構造の評価にも用いられ、バウマン法と呼ばれる標準化試験では、金属構造中の硫黄含有物の量と分布を示す硫黄プリントを作成する。